# Ces gens du Nil
Pour plus de détails, voir Fiche technique et Distribution.
Ces gens du Nil (الناس والنيل, An-nass ouel Nil) est un film dramatique soviéto-égyptien réalisé par Youssef Chahine et sorti en 1972.
Sorti en 1968 en Égypte comme en Union soviétique, Un jour, le Nil (النيل والحياة, An-Nil oual hayat) a été vite censuré. Youssef Chahine en a fait un remontage calibré pour une ressortie en 1972 qui a donné Ces gens du Nil (الناس والنيل, An-nass ouel Nil), un film que Chahine renie aujourd'hui.

## Fiche technique
- Titre français : Ces gens du Nil
- Titre original arabe : الناس والنيل, An-nass ouel Nil
- Réalisateur : Youssef Chahine
- Scénario : Abdelrahman El-Charkaoui, Nikolaï Figourovski
- Photographie : Alexandre Chelenko, Iolanda Chen
- Musique : Aram Khatchatourian
- Société de production : Cairo Film, Mosfilm
- Pays de production :  Égypte -  Union soviétique
- Langue de tournage : arabe
- Format : Couleur
- Durée : 80 minutes
- Genre : Drame
- Dates de sortie :
  - Égypte : 17 janvier 1972

## Distribution
- Salah Zulfikar : Yehia
- Souad Hosni : Nadia
- Ezzat El Alaili : Amin
- Mahmoud El-Meliguy
- Igor Vladimirov
- Vladimir Ivashov
- Madiha Salem
- Tawfik El Deken
- Saif Abdel Rahman
- Fatma Emara
- Valentina